# John Erskine (6e comte de Mar)
Pour les articles homonymes, voir John Erskine et Erskine.
John Erskine (1675 – mai 1732), de facto 22e (ou de jure 6e) comte de Mar, duc de Mar dans la pairie jacobite, est un jacobite écossais, un architecte, homme politique et officier d'armée.

## Biographie
Il est le fils aîné de Charles Erskine (mort en 1689), 5e comte de Mar, dont il ne peut hériter des domaines, grevés de dettes. D’après le décompte moderne, il est le 22e comte de Mar par rapport à la création originelle (vers 1114) et 6e comte de Mar par rapport à la seconde création de 1565. Il est également qualifié de 11e comte de Mar, le parlement considérant que le premier titre de comte de Mar fut créé en 1404.
Membre du parti favorable au gouvernement, il est nommé l’un des commissaires chargés d’assurer l’union des royaumes d’Angleterre et d’Écosse et devient secrétaire d’État écossais, puis, après l’Acte d’Union de 1707, l’un des pairs représentant l’Écosse, garde des sceaux et conseiller privé. En 1713, il est fait conseiller d’État britannique par les Tories, mais il semble avoir été prêt à travailler également avec les Whigs. En 1714, il assure le nouveau roi, George Ier, de sa loyauté. Cependant, comme les autres Tories, il perd ses fonctions, et, en août 1715, il rentre sous un déguisement en Écosse, où il prend la tête des partisans jacobites de Jacques Stuart, le Vieux Prétendant.
Rencontrant nombre de chefs de clans des Highlands à Aboyne, il se montre partisan de l’indépendance de l’Écosse et, à Braemar le 6 septembre 1715, proclame « Jacques VIII » roi d’Écosse, d’Angleterre et d’Irlande, déclenchant ainsi la première rébellion jacobite. Peu à peu, l’armée sous ses ordres grandit, mais il se révèle un très médiocre général. Il perd un temps précieux à Perth, une attaque sur Stirling connaît un succès médiocre, et il peut apporter une faible assistance aux Anglais jacobites. À la bataille de Sheriffmuir, en novembre 1715, l’armée de Mar est largement inférieure à celle de son adversaire, le duc d’Argyll ; mais la bravoure ne permet de seconder l’incompétence insigne de Lord Mar, et le combat représente virtuellement une défaite décisive pour les Jacobites.
Mar rencontre Jacques Stuart à Fetteresso ; la cause est cependant perdue, et les deux hommes s’enfuient en France. Mar tente d'intéresser les puissances étrangères à la cause des Stuarts ; mais, au fil du temps, il finit par attiser la méfiance parmi les Jacobites. En 1721, il accepte une pension de 3 500 livres de la part de Georges Ier, et, l’année suivante, son nom est clairement mentionné lors du procès de l’évêque Atterbury, dont on a affirmé que Mar l’avait trahi, ce qui ne semble pas avéré. Au mieux, sa conduite est hautement imprudente, et, en 1724, il quitte le service du Prétendant. Il passe ses dernières années à Paris et à Aix-la-Chapelle, où il meurt.
Il est membre de la Franc-maçonnerie.

## Famille
Mar, qui est connu sous le nom de « Bobbing John », épouse, en secondes noces, Lady Frances Pierrepont (morte en 1761), fille d'Evelyn Pierrepont, 1er duc de Kingston-upon-Hull ; il est le beau-frère de Lady Mary Wortley Montagu. Son fils unique, Thomas, Lord Erskine, est mort dans l’enfance en mars 1766.
Le frère de Mar, James Erskine, est un juge renommé.

## Culture populaire
Le groupe de Genesis a écrit une chanson, « Eleventh Earl of Mar » (insérée dans l’album Wind and Wuthering), à son sujet.